# Brno (Křivoklátská vrchovina)
Brno je označení druhého nejvyššího vrcholu hřebene Radče, spadajícího pod geomorfologický celek Křivoklátská vrchovina. Své jméno získal v době národního obrození podle největšího moravského města - Brna.

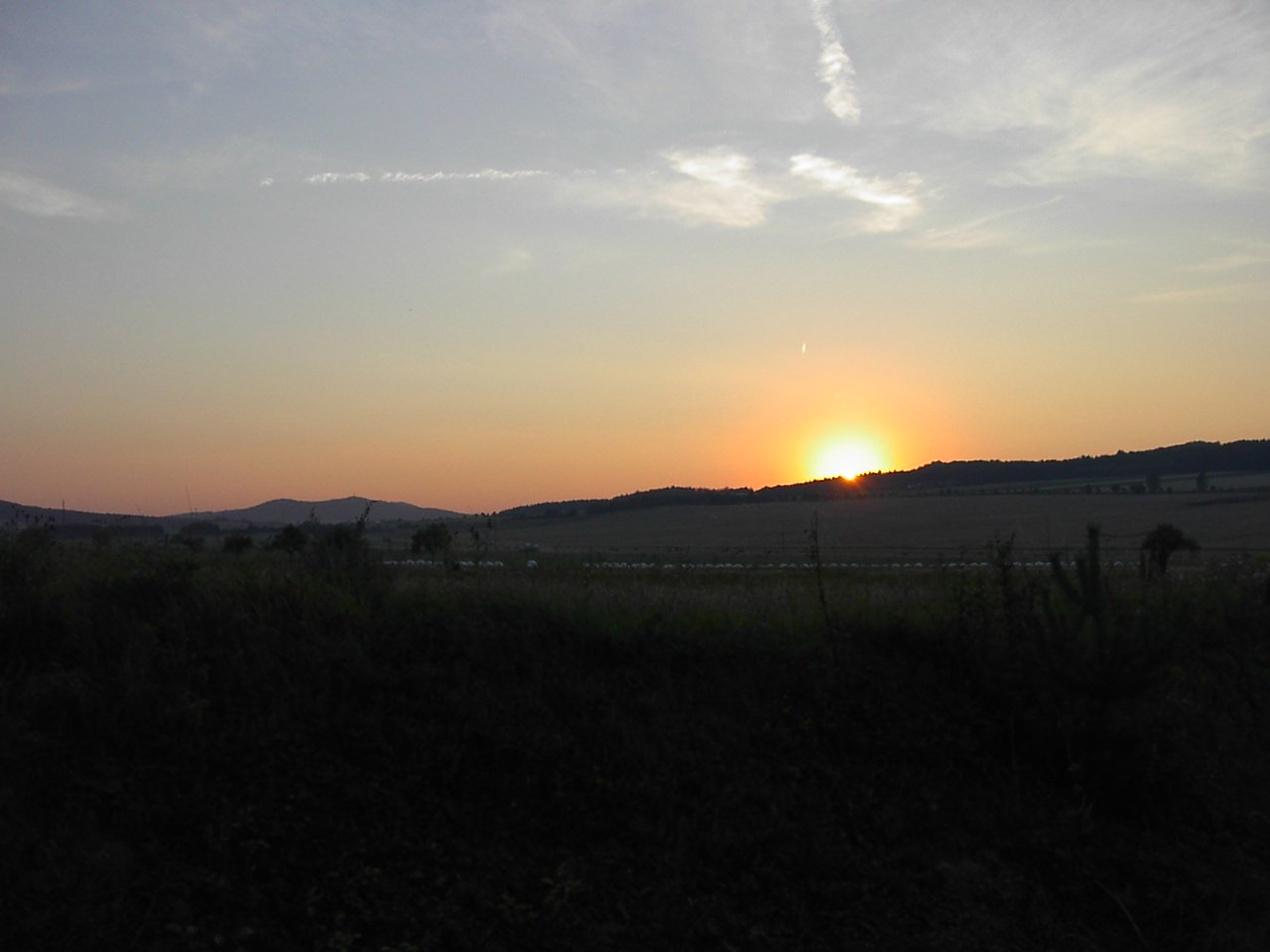
Večerní pohled na hřeben Radče od Cekova

Na kótě 718 m n. m. je umístěn zdaleka viditelný telekomunikační vysílač. Vrcholová kóta byla v minulosti využívána také jako výchozí bod zemského měření střední Evropy. Na vrcholu stávalo slovanské hradiště.
Nejpříkřeji se do údolí svažují severní svahy kopce. Vrchol je zalesněný zejména smrkovými porosty, místy jsou zastoupeny také břízy, v nejpříkřejších místech potom také holé sutě.

## Přístup
Přes vrchol vede zelená turistická značka od Berounky přes Stupno a Sklenou Huť (do jejíhož katastru vrchol náleží) na nedaleké rozcestí Radeč-východ. Nejbližší obce jsou Sklená Huť (3 km Z) a Lhota pod Radčem (4 km V).